# PathVisio
PathVisio é um software aberto de desenho e análise de vias. Permite desenhar, editar e analisar vias biológicas. Pode-se, por exemplo, utilizar o software para visualizar dados experimentais para encontrar vias relevantes que estão super-representadas.
PathVisio fornece um conjunto básico de recursos para desenho, análise e visualização de vias. Recursos adicionais estão disponíveis como plug-ins.

## História
A PathVisio foi criada principalmente na Universidade de Maastricht e nos Institutos Gladstone. O software é desenvolvido em Java e também é usado como parte do framework WikiPathways como um miniaplicativo.

## Recursos
- Desenho e anotação de vias[8]
- Análise de vias[9]
- Integração com WikiPathways para fácil edição / publicação
- Integração com Cytoscape[10]
- Integração com outras linguagens de programação via PathVisioRPC[11]